# Quartetto per archi n. 16 (Mozart)
Il Quartetto per archi n. 16 in mi bemolle maggiore K. 428 è il terzo dei quartetti dedicati ad Haydn (K 387, K 421, K 428, K 458, K 464, K 465). La data esatta della composizione è incerta; nella prima edizione a stampa questo quartetto era al quarto posto, dopo il quartetto K 458.
Il primo movimento, Allegro ma non troppo, in forma-sonata, esordisce con un tema piuttosto articolato, cromatico nella sua seconda parte e difficilmente definibile dal punto di vista espressivo; il secondo tema è nella tonalità di si bemolle maggiore, modulando però in sol minore e in fa maggiore. Lo sviluppo, non molto esteso, è basato sul primo tema e sulla figura iniziale del secondo tema. La ripresa è conforme all'esposizione, tranne qualche variante nella distribuzione strumentale.
Il secondo movimento, Andante con moto, nell'inconsueta tonalità di la bemolle maggiore, è fra i brani armonicamente più complessi di tutta la musica di Mozart. L'accentuato cromatismo e il carattere modulante del brano rendono incerta l'individuazione dei temi: si discute se siano due oppure uno solo. A un certo punto, il secondo violino enuncia una melodia che somiglia in modo impressionante al tema iniziale del Tristano.
Il terzo movimento è un minuetto, in mi bemolle maggiore, la cui vivacità e chiarezza tonale si pone in contrasto con le ambiguità armoniche dei due movimenti iniziali. Ma il trio, in si bemolle maggiore (modulante in do minore e in sol minore), reintroduce un clima espressivo di serietà e di mistero.
Il quarto e ultimo movimento, Allegro vivace, dal punto di vista formale è un misto di sonata e rondò: l'esposizione presenta due temi ed è seguita da una ripresa, ma al posto dello sviluppo si trova solo una pausa con punto coronato; in compenso a ciascuno dei due temi fa seguito un intermezzo. Il carattere generale del brano è molto sereno e spensierato, di ispirazione haydniana, in chiusura di un quartetto "che nei primi due tempi presenta alcune delle più aggrovigliate situazioni armoniche mai messe in atto nel Settecento".